# Варикоцеле
Варикоцелето е състояние, при което вените, обвиващи тестиса, са разширени. Среща се при 10 – 15 на сто от младите мъже и се счита за една от основните причини за безплодие.

## Описание
При 80% от случаите е засегнат левият тестис. Увреждането на спермата се случва в самия тестис заради повишената температура и притискането в областта, което води до ограничаване на кислорода до клетките. Невинаги са налице симптоми и понякога пациентите разбират за състоянието си случайно, след изследване. При втория стадий обаче се наблюдава тежест и лека болка, особено при физическа активност, в тестиса, долната част на корема или бъбрека. При опипване се открива разлика между двата тестиса. Третият стадий се характеризира с постоянна болка. Засегнатият тестис е по-малък и по-мек.
Варикоцелето в повечето случаи се лекува хирургично.